# Stenophantes longipes
Stenophantes longipes är en skalbaggsart som beskrevs av Hermann Burmeister 1861. Stenophantes longipes ingår i släktet Stenophantes och familjen långhorningar. Inga underarter finns listade i Catalogue of Life.